# Sebastián Viberti
Sebastián Humberto Viberti Irazoki (* 25. Mai 1944 in Córdoba; † 24. November 2012 ebenda) war ein argentinisch-spanischer Fußballspieler und -trainer.

## Sportlicher Werdegang
Viberti debütierte 1963 für den Club Atlético Huracán im Erwachsenenfußball. Mit dem Klub belegte er in den Folgejahren Mittelfeldplätze in der argentinischen Meisterschaft. 1969 wechselte er nach Spanien zum CD Málaga. Mit dem Zweitligisten stieg er am Ende seiner ersten Spielzeit in die spanische Primera División auf, wo er an der Seite von Migueli, José Díaz Macías und Juan Antonio Deusto zu den Leistungsträgern zählte. Nach Meinungsverschiedenheiten mit Trainer Marcel Domingo verließ er 1974 den Klub und zog innerhalb Spaniens zu Gimnàstic de Tarragona weiter, blieb aber beim seinerzeitigen Zweitligisten nur eine Spielzeit. Anschließend kehrte er als Spieler zu CA Belgrano nach Argentinien zurück.
1977 wechselte Viberti bei CA Belgrano vom Spielfeld auf die Trainerbank. Dort hatte er direkt Erfolg und führte den Klub zur Vizemeisterschaft hinter CA Independiente in seiner Erstligastaffel. Anschließend kehrte er nach Spanien zurück und übernahm dort das Traineramt bei seiner vormaligen Spielstation CD Málaga. Mit dem mittlerweile zweitklassig antretenden Verein schaffte er 1979 den Wiederaufstieg in die Primera Division, nach dem direkten Wiederabstieg wurde er jedoch seines Amtes enthoben. Später folgten noch Stationen bei Estudiantes de Río Cuarto, Club Atlético Talleres und Club Atlético Huracán, wo er jedoch jeweils nicht dauerhaft arbeitete.